# هوبرت إيري
هوبرت إيري (بالإنجليزية: Hubert Airy)‏ (14 حزيران 1838 - 1 حزيران 1903) هو طبيب إنكليزي رائد في دراسة الصداع النصفي.
هوبرت إيري له صورتان في معرض الصور الوطني في لندن.
وهو ابن السير جورج بيدل أيري الفلكي الملكي.